# وي يي
وي يي (بالصينية: 韦奕) هو لاعب شطرنج صيني، ولد في 2 يونيو 1999 في ووشي في الصين.

## وصلات خارجية
- وي يي على موقع الاتحاد الدولي للشطرنج (الإنجليزية)
- وي يي على موقع مباريات الشطرنج (الإنجليزية)
- وي يي على موقع 365Chess.com (الإنجليزية)
- وي يي على موقع Chesstempo.com (الإنجليزية)
- وي يي على موقع الاتحاد الأمريكي للشطرنج (الإنجليزية)
- وي يي سجل أولمبياد الشطرنج على موقع OlimpBase.org (الإنجليزية)